# Rotis

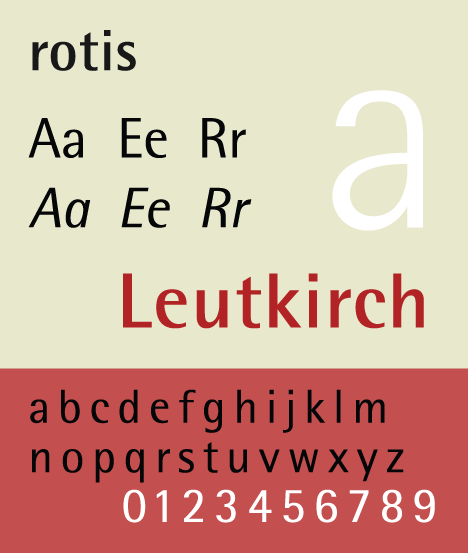
rotis sans lettertype

De rotis-lettertypefamilie (fontfamilie) is ontworpen door Otl Aicher in 1989 voor de firma Agfa. De naam wordt met onderkast geschreven: Aicher beschouwde de hoofdletter als een teken van hiërarchie en onderdrukking.
Het font rotis is, volgens de schepper ervan, ontworpen om de Europese tijdgeest weer te geven. Het is een font dat rationeel overkomt en wordt veel toegepast in zowel boekteksten als op billboards. Opvallendste kenmerk van dit font is dat zowel de schreefloze elementen als schreef-elementen samengebracht zijn in één type letter. Het werd genoemd naar de wijk Rotis van de Duitse plaats Leutkirch im Allgäu waar Aicher woonde.